# Universalspender und Universalempfänger

Universalspender: Blutgruppe 0; Universalempfänger: Blutgruppe AB

Als Universalspender bezeichnet man in der Transfusionsmedizin im AB0-System und Rh-System Personen mit der Blutgruppe 0 negativ, als Universalempfänger Personen mit der Blutgruppe AB positiv. Tatsächlich treffen diese Bezeichnungen nur für die Spende von Erythrozyten-Konzentrat zu, da es sich bei der Spende von Blutplasma genau gegenteilig verhält. Diese Unterscheidung ist wichtig, da eine fehlerhafte Transfusion bzw. Vollblutspende zu einer akuten hämolytischen Transfusionsreaktion (HTR) führen kann.
Statt von ‚Universalempfänger‘ und ‚Universalspender‘ spricht man heute konkreter von
- Universalempfänger für Blutplasma
- Universalspender für Blutplasma
- Universalempfänger für Erythrozyten-Konzentrat
- Universalspender für Erythrozyten-Konzentrat

## Geschichte
Die Begriffe Universalempfänger und Universalspender stammen aus einer Zeit (bis ca. 1990er Jahre), als für Bluttransfusionen noch die Übertragung von Vollblut üblich war. Heute ist dagegen die Übertragung der einzelnen benötigten Blutbestandteile (Blutprodukte) üblich, da so die fehlenden Blutbestandteile bei Bedarf gezielter und ökonomischer gegeben werden können. Außerdem lassen sich die getrennten Blutbestandteile wesentlich länger lagern, da sie unterschiedliche optimale Lagertemperaturen und Haltbarkeitsfristen haben.

## Transfusionsmedizin
Neben dem AB0-System ist in der Beurteilung der Verträglichkeit von Bluttransfusionen das Rhesussystem das zweite wichtigste Blutgruppensystem.

### AB0-System
Das AB0-System der Blutgruppen wurde 1901 von Karl Landsteiner entdeckt, wofür er 1930 den Nobelpreis für Medizin erhielt. Es ist das wichtigste Blutgruppenmerkmal bei der Bluttransfusion und umfasst vier verschiedene Hauptgruppen:
A, B, AB und 0. Es existieren zum Teil noch Untergruppen (A1, A2; A1B, A2B) und Varianten (z. B. A3, Ax; letztere umfasst A0 und A4).

### Rh-System
Bei Transfusionen müssen neben dem AB0-System auch die Rhesusfaktoren übereinstimmen. Jedoch führt die erste falsche Infusion, bei der ein rh-negativer Empfänger Rh-positives Blut bekommt, noch nicht zu Symptomen, da der Empfänger erst nach diesem ersten Kontakt Antikörper bildet. Universalspender bezüglich des Rh-Systems sind rh-negative Spender. Spender mit rh-negativem Blut haben keine Antikörper gegen den Rh-Faktor im Blut (genauer: im Serum).
Auch Rh-positive Personen haben kein „Anti-Rh“ (Antikörper gegen den Rh-Faktor) im Serum (analog dem AB0-System).
Analog zum AB0-System könnte man erwarten, dass rh-negative Personen „Anti-Rh“ im Serum haben. Das ist aber nicht der Fall. Antikörper gegen den Rh-Faktor (also „Anti-Rh“) bilden sich nur nach dem erstmaligen Kontakt des rh-negativen Empfängers mit Rh-positivem Spenderblut – dabei findet sozusagen eine Allergisierung (Immunantwort) statt. Erst diese „allergisierten“ rh-negativen Personen haben in ihrem Serum „Anti-Rh“ und kämen damit nicht mehr als Spender für Rh-positive Personen in Frage.
Umgekehrt hat die Transfusion von rh-negativem Blut für einen Rh-positiven Empfänger keinerlei negative Auswirkungen. Denn das rh-negative Spenderblut provoziert keinerlei Antikörperbildung beim Empfänger. Ohnehin hat der Rh-positive Empfänger bereits das Rh-Merkmal auf seinen Erythrozyten und wird deshalb keine Antikörper gegen das Rh-Merkmal bilden.
Universalempfänger bezüglich des Rh-Systems sind Rh-positive Personen. Da sie bereits den Rhesusfaktor auf ihren Erythrozyten tragen, ist es bei ihnen egal, ob ihnen Rh-positives Blut oder rh-negatives Blut transfundiert wird.
Der Rhesusfaktor kommt in seltenen Fällen nur in abgeschwächter Form vor (Dweak). Für die Bluttransfusion nehmen solche Patienten eine Mittelstellung zwischen Rh-positiv und rh-negativ ein. Wenn sie Blut erhalten sollen, wird ihnen rh-negatives Blut transfundiert. Wenn sie Blut spenden, gilt ihr Blut als Rh-positiv.
Im medizinischen Sprachgebrauch wird statt von rh-negativ oder Rh-positiv einfach nur kurz von negativ oder positiv gesprochen. Also beispielsweise: Blutgruppe A negativ (geschrieben: A− oder A−); Blutgruppe 0 positiv (geschrieben 0+ oder 0+).

### Kombination des AB0-Systems mit dem Rh-System
| Empfänger | Spender | Spender | Spender | Spender | Spender | Spender | Spender | Spender |
| Empfänger | 0−      | 0+      | B−      | B+      | A−      | A+      | AB−     | AB+     |
| --------- | ------- | ------- | ------- | ------- | ------- | ------- | ------- | ------- |
| AB+       | ×       | ×       | ×       | ×       | ×       | ×       | ×       | ×       |
| AB−       | ×       |         | ×       |         | ×       |         | ×       |         |
| A+        | ×       | ×       |         |         | ×       | ×       |         |         |
| A−        | ×       |         |         |         | ×       |         |         |         |
| B+        | ×       | ×       | ×       | ×       |         |         |         |         |
| B−        | ×       |         | ×       |         |         |         |         |         |
| 0+        | ×       | ×       |         |         |         |         |         |         |
| 0−        | ×       |         |         |         |         |         |         |         |

(Ein × in der Tabelle bedeutet, dass eine Transfusion vom Spender zum Empfänger möglich ist.)
Da das AB0-System und das Rh-System parallel nebeneinander im Blut existieren, müssen bei der Beurteilung des Universalempfängers und Universalspenders beide gemeinsam herangezogen werden.
Heute wird grundsätzlich nur gruppengleiches Blut übertragen, nur für Notfälle gilt die Blutgruppe 0 rh-negativ als Universalspender. Ist jedoch blutgruppengleiches Blut vorhanden, ist dieses in jedem Fall vorzuziehen.

## Vollblut-Konserven

### Universalspender

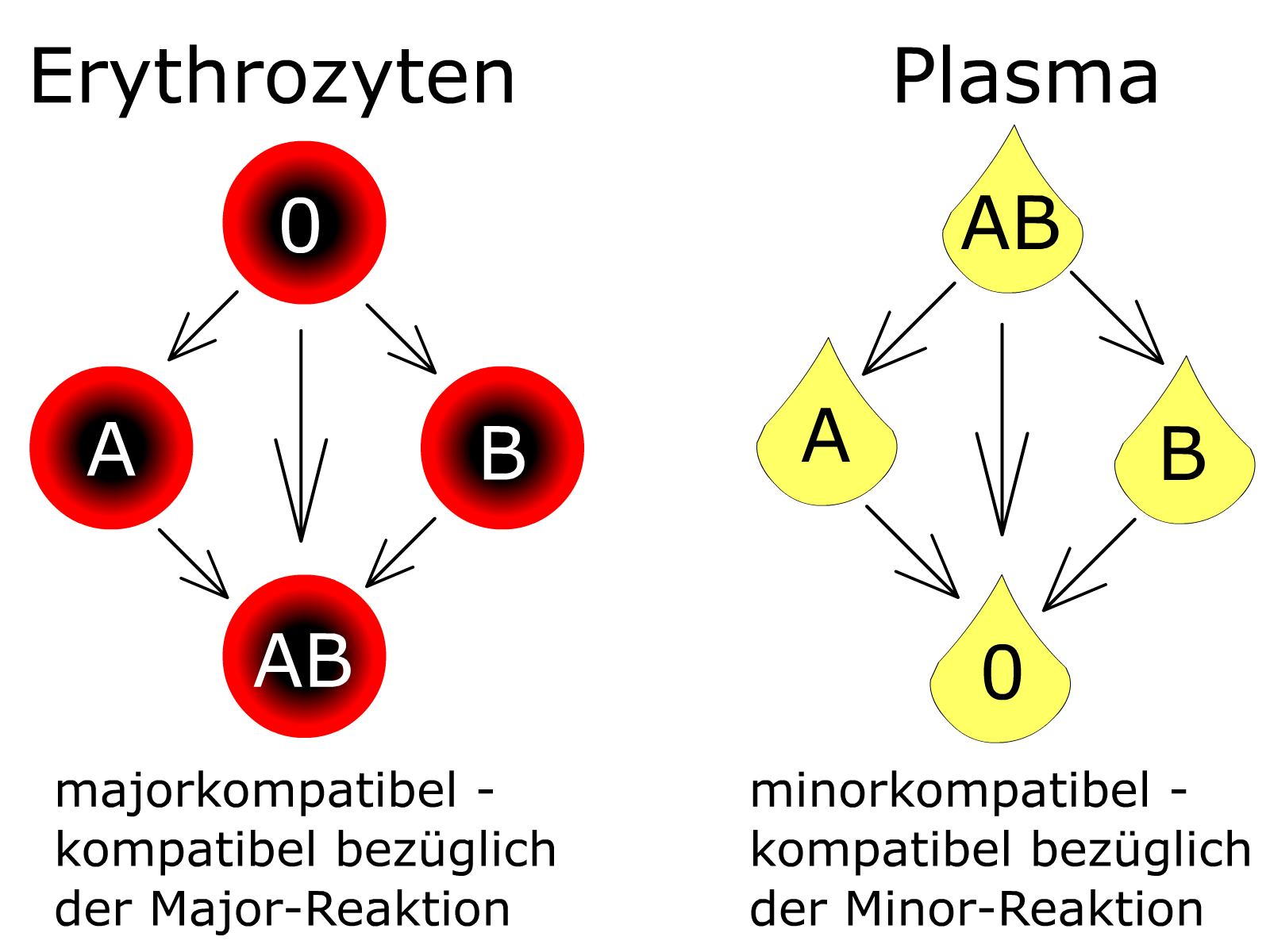
Universalspender und Universalempfänger hinsichtlich der Major- und Minorreaktion

Mit dem historischen Begriff „Universalspender“ ist der Universalspender für Vollblut gemeint. Personen mit der Blutgruppe 0 gelten als Universalspender (bei der Transfusion von Vollblut-Konserven), weil sie notfalls ihr Blut für Personen beliebiger anderer Blutgruppen spenden können.
Bei Blutgruppe 0 findet man auf der Oberfläche der roten Blutkörperchen das Antigen H (Fucose). Antigen H ist eine Vorstufe der Antigene A und B, führt demnach nicht zur Antikörperbildung von Antikörpern gegen dieses Antigen H.
Um eine Zerstörung der Empfänger-Erythrozyten (Hämolyse) durch Antikörper gegen A und B im Serum eines Spenders zu vermeiden (Minor-Reaktion, Beispiel: Spender Blutgruppe A, Empfänger Blutgruppe AB), verabreicht man heutzutage kein Vollblut, sondern Erythrozyten-Konzentrate.

### Universalempfänger
Mit dem historischen Begriff „Universalempfänger“ ist der Universalempfänger für Vollblut gemeint. Personen mit der Blutgruppe AB positiv gelten als Universalempfänger (bei der Transfusion von Vollblut-Konserven), weil sie notfalls Blut von Personen beliebiger anderer Blutgruppen empfangen können.

## Erythrozyten-Konzentrat

### Universalspender

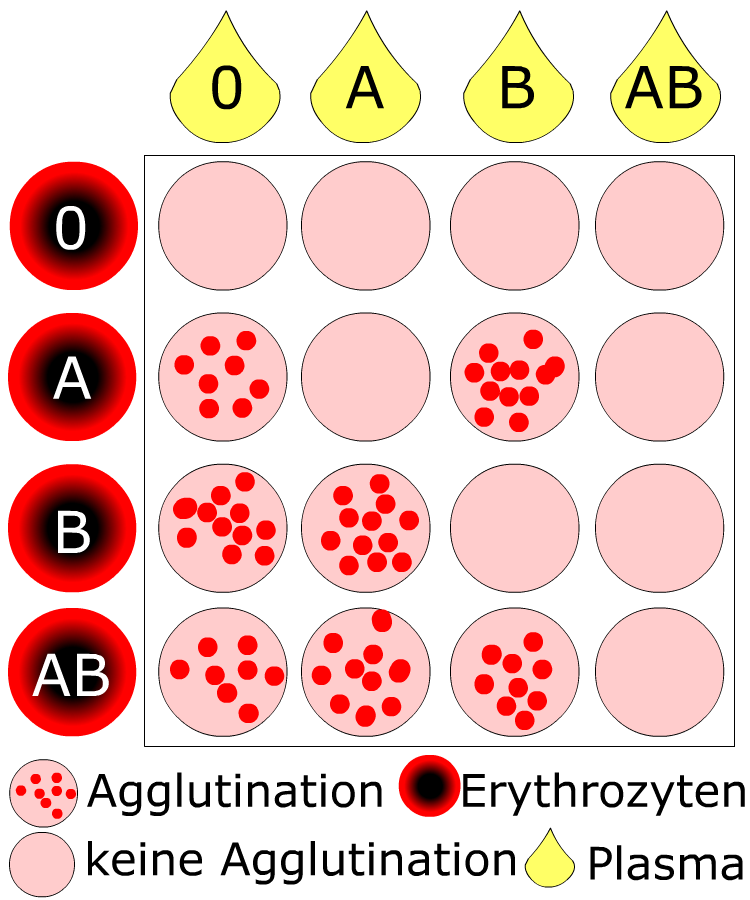
Reaktionen zwischen Plasma und Erythrozyten der verschiedenen Blutgruppen (Agglutination=Verklumpung)

Heute spricht man von Universalspender für Erythrozyten. Universalspender für Erythrozyten-Konzentrat ist die Blutgruppe 0.

### Universalempfänger
Universalempfänger für Erythrozyten ist die Blutgruppe AB (siehe Bild – Tabelle – vierte Spalte).

## Blutplasma

### Universalspender
Universalspender für Blutplasma ist die Blutgruppe AB, da ihr Plasma weder Anti-A noch Anti-B enthält.

### Universalempfänger
Universalempfänger für Blutplasma ist die Blutgruppe 0 (siehe Bild – Tabelle – erste Zeile). Da sie keine Blutgruppeneigenschaften A oder B auf ihren Erythrozyten haben, kann ihnen ein beliebiges Blutplasma transfundiert werden.

## Übersicht
- Universalspender für Vollblut: Blutgruppe 0 negativ (für Notfälle gilt die Blutgruppe 0 rh-negativ als Universalspender, grundsätzlich sollte gruppengleiches Blut übertragen werden)
- Universalempfänger für Vollblut: Blutgruppe AB positiv (in Notfällen gilt die Blutgruppe AB rh-positiv als Universalempfänger, grundsätzlich sollte gruppengleiches Blut übertragen werden)
- Universalspender für Erythrozytenkonzentrat: Blutgruppe 0 rh-negativ (identisch mit Universalspender für Vollblut)
- Universalempfänger für Erythrozytenkonzentrat: Blutgruppe AB (identisch mit Universalempfänger für Vollblut)
- Universalspender für Blutplasma: Blutgruppe AB (egal ob Rh-positiv oder rh-negativ, da beide kein Anti-Rh im Plasma haben)
- Universalempfänger für Blutplasma: Blutgruppe 0 (egal ob Rh-positiv oder rh-negativ, da beide kein Anti-Rh im Plasma haben)